# Rivière La Bruère
Rivière La Bruère är ett vattendrag i Kanada.   Det ligger i provinsen Québec, i den sydöstra delen av landet, 400 km nordväst om huvudstaden Ottawa.
I omgivningarna runt Rivière La Bruère växer i huvudsak blandskog. Runt Rivière La Bruère är det ganska tätbefolkat, med 65 invånare per kvadratkilometer.